# Rada Wojenna (II RP)
Rada Wojenna – organ doradczy Prezydenta Rzeczypospolitej Polskiej w zakresie głównych spraw wojskowych, a w szczególności zasadniczych ustaw oraz ważnych zmian w uzbrojeniu i zaopatrzeniu oraz systemie organizacji Wojska Polskiego II RP.

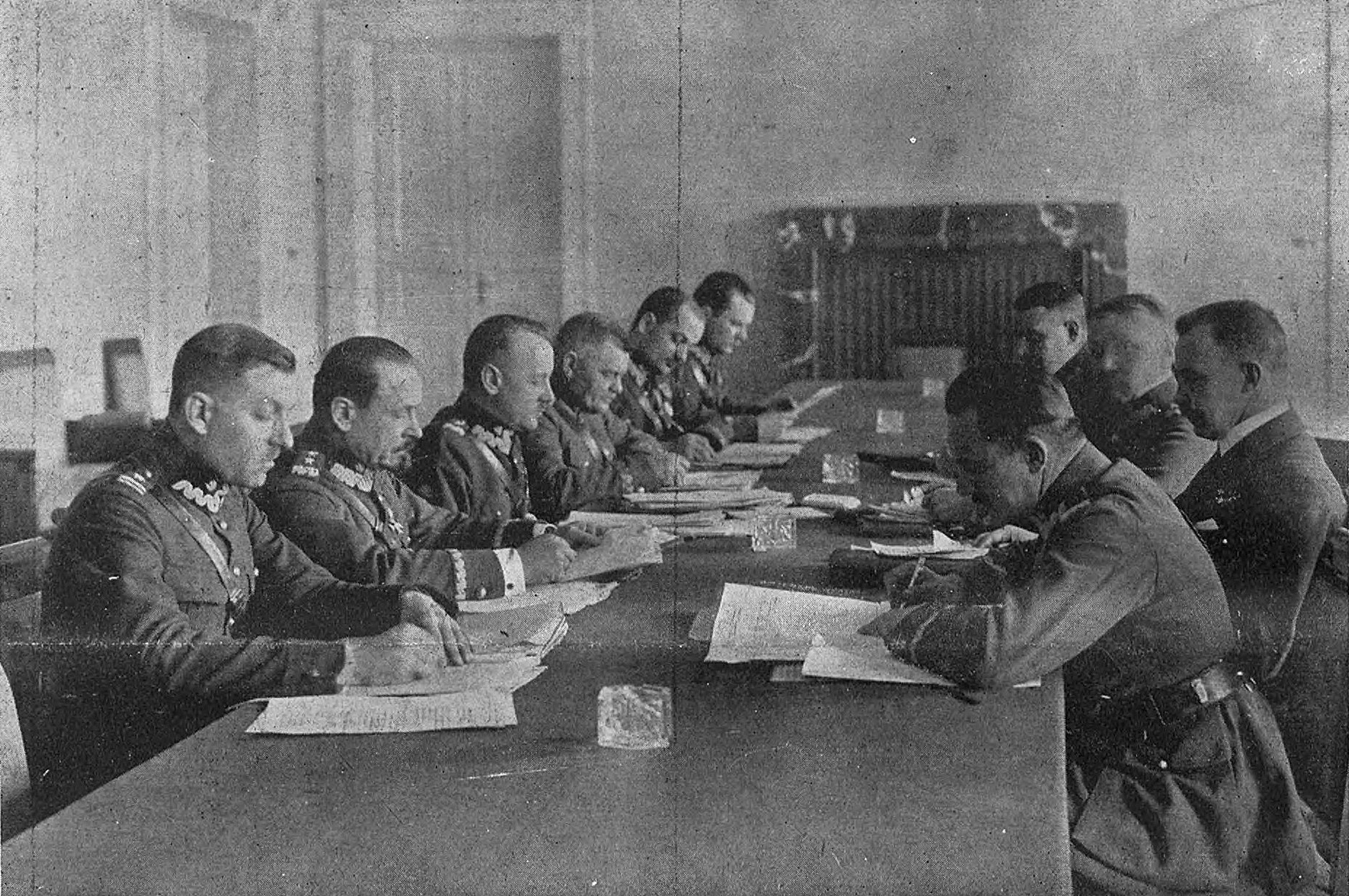
Rada Wojenna (1925)

Rada Wojenna została ustanowiona dekretem Naczelnego Wodza, marszałka Polski Józefa Piłsudskiego z 7 stycznia 1921 roku o Organizacji Najwyższych Władz Wojskowych (Rady Wojennej i Ministerstwa Spraw Wojskowych). Dekret określał tymczasowe, „tytułem próby”, zasady organizacji Rady Wojennej i Ministerstwa Spraw Wojskowych, i miał obowiązywać „do czasu ustawowego zatwierdzenia organizacji Najwyższych Władz Wojskowych”.
Zadaniem Rady Wojennej było nadawanie ogólnych kierunków działania w zakresie stanowienia prawa, dotykającego bezpośrednio problemów obrony Państwa oraz rozwoju Sił Zbrojnych, tak pod względem uzbrojenia, wyposażenia, jak i organizacji. Uchwały Rady Wojennej były ogólnymi wytycznymi dla działalności Ministerstwa Spraw Wojskowych. Rada Wojenna zastąpiła Radę Wojskową powołaną 6 marca 1919 roku przez Ministra Spraw Wojskowych generała Józefa Leśniewskiego.

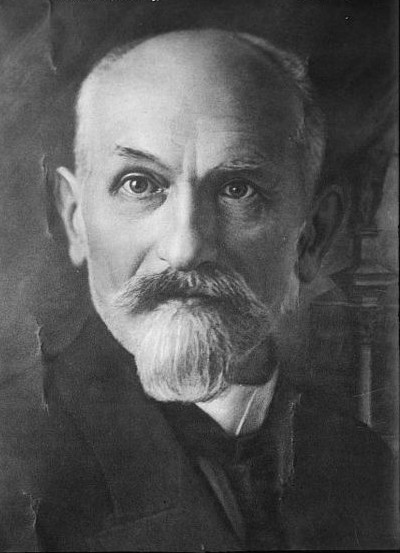
Stanisław Wojciechowski, przewodniczący Rady Wojennej

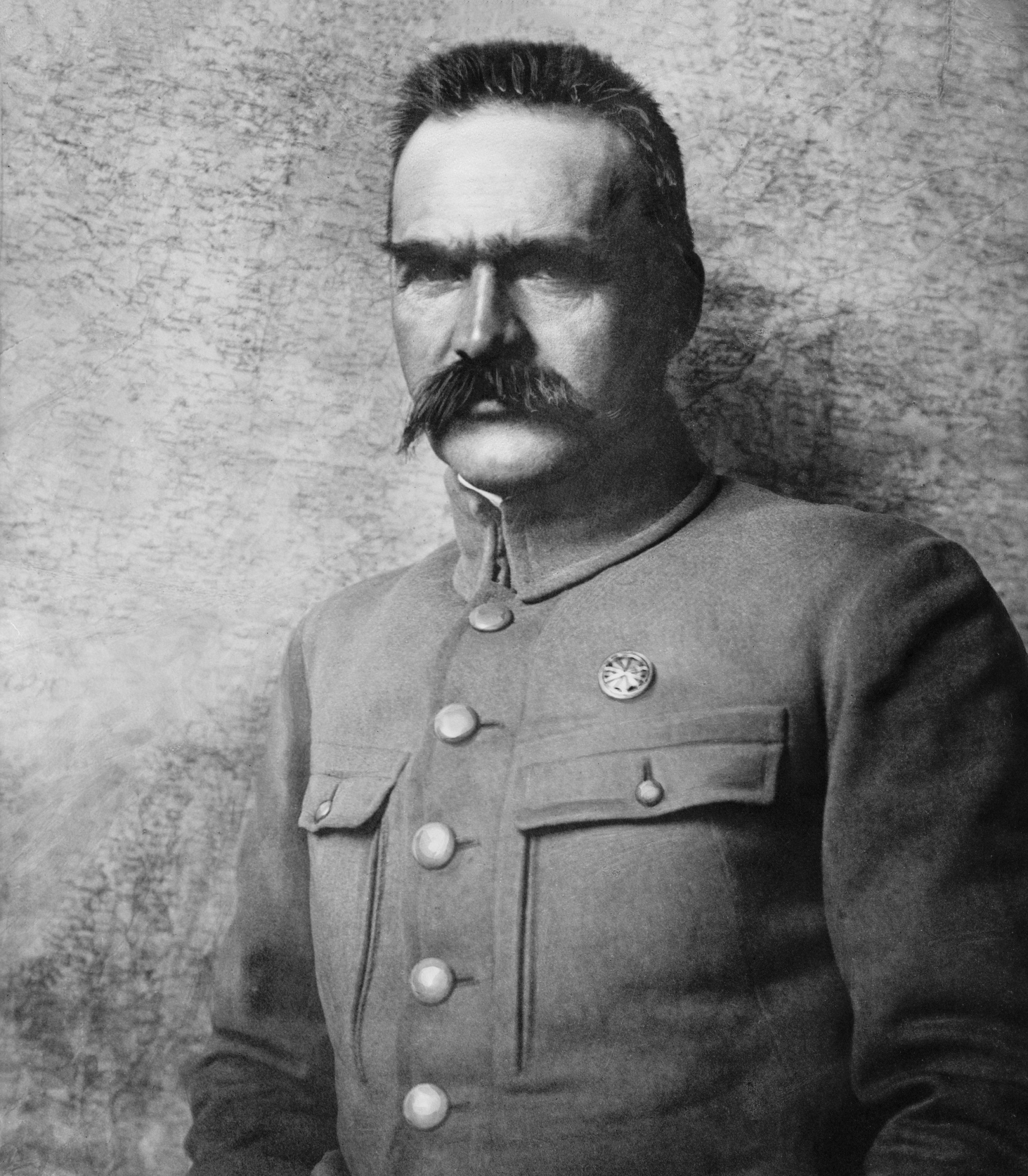
Józef Piłsudski, przewodniczący Ścisłej Rady Wojennej

Przewodniczącym Rady Wojennej był Prezydent RP, a członkami:
- Minister Spraw Wojskowych, jako I wiceprzewodniczący,
- generał przewidziany na Naczelnego Wodza w czasie wojny, jako II wiceprzewodniczący,
- szef Sztabu Generalnego,
- Wiceminister,
- I zastępca szefa Sztabu Generalnego,
- II zastępca szefa Sztabu Generalnego,
- generałowie przewidziani na dowódców armii w czasie wojny i funkcjonujący w czasie pokoju jako inspektorzy armii,
- generałowie, w liczbie nieprzekraczającej 3, wyznaczani specjalnie co roku przez Ministra Spraw Wojskowych.

10 lipca 1921 minister spraw wojskowych powołał gen. broni Józefa Hallera oraz generałów poruczników Józefa Leśniewwskiego i Gustawa Zygadłowicza na członków Rady Wojennej.
W listopadzie 1925 roku kierownik Ministerstwa Spraw Wojskowych, generał dywizji Stefan Majewski powołał na członków Rady Wojennej, na przeciąg jednego roku, generałów dywizji: Kazimierza Sosnkowskiego, Jana Romera i Władysława Sikorskiego.
Generał przewidziany na Naczelnego Wodza w czasie wojny, będący jednocześnie I wiceprzewodniczącym Rady Wojennej, dysponował własnym organem pracy w postaci Ścisłej Rady Wojennej, której przewodniczył.
Ścisła Rada Wojenna była ośrodkiem kierowniczym w zakresie „przygotowań wojennych, planów operacyjnych i obrony kraju”, a także ciałem opiniującym dowódców – od dowódców pułków wzwyż.
Do 14 grudnia 1922 roku przewodniczącym Rady Wojennej i Ścisłej Rady Wojennej był marszałek Polski Józef Piłsudski, który urząd Naczelnika Państwa łączył z funkcją Naczelnego Wodza. Po wyborze Gabriela Narutowicza na urząd Prezydenta RP, Józef Piłsudski zachował funkcje generała przewidzianego na Naczelnego Wodza w czasie wojny, I wiceprzewodniczącego Rady Wojennej i przewodniczącego Ścisłej Rady Wojennej. Od połowy 1923 roku, kiedy marszałek wycofał się z życia publicznego, stanowisko pozostawało nieobsadzone.
Członkami Ścisłej Rady Wojennej, poza przewodniczącym, byli szef Sztabu Generalnego i generałowie przewidziani na dowódców armii w czasie wojny, i funkcjonujący w czasie pokoju jako inspektorzy armii oraz II zastępca szefa Sztabu Generalnego, jako szef Biura Ścisłej Rady Wojennej, lecz bez prawa głosu decydującego. W posiedzeniach Ścisłej Rady Wojennej mógł uczestniczyć Minister Spraw Wojskowych, według swojego uznania i potrzeby.
Organem pracy przewodniczącego było Biuro Ścisłej Rady Wojennej.